# Bergolix signatipennis
Bergolix signatipennis är en insektsart som beskrevs av Rauno E. Linnavuori 1959. Bergolix signatipennis ingår i släktet Bergolix och familjen dvärgstritar. Inga underarter finns listade i Catalogue of Life.